# Jack Straw (leader rebelle)
Jack Straw (ou John Rackstraw[réf. souhaitée]) est l’un des trois leaders, avec John Ball et Wat Tyler de la révolte des paysans qui frappe l’Angleterre en 1381.

## Biographie
On connaît peu de choses sur les leaders de la révolte des paysans. Jack Straw aurait peut-être été un prêtre, mais certains suggèrent qu’il s’agit d’un pseudonyme pour Wat Tyler ou un des autres chefs des rebelles, chacun ayant eu recours aux pseudonymes pour créer une certaine confusion.
Plusieurs chroniqueurs dont Henry Knighton font mention de Straw. Thomas Walsingham écrit que Straw était un prêtre et était sous-chef des rebelles de Bury St Edmunds et Mildenhall. Cela est probablement une confusion avec John Wrawe, un prêtre qui était à l’origine vicaire de Ringfield près de Beccles dans le Suffolk, et qui semble avoir mené la révolte dans le Suffolk. Walsingham écrit également que Straw et ses hommes tuèrent diverses personnes notables de Bury, et, après avoir rejoint la capitale, réservèrent le même sort à plusieurs résidents flamands, accusation également faite par Jean Froissart. Toutefois, selon des informations de l’église de Sainte-Marie à Great Baddow dans l’Essex, Jack Straw mène une foule d’infortunés vers la révolte, et est le chef de la rébellion en Essex (contrairement à Wat Tyler, qui est à la tête des rebelles du Kent).
On suppose que Straw a été exécuté en 1381 avec les autres grandes figures de la révolte. Froissart rapporte qu’après la mort de Tyler à Smithfield, Straw (de même que John Ball) est retrouvé caché dans une vieille maison et décapité. Walsingham donne une longue (et probablement inventée) « confession » dans laquelle Straw avoue que l’objectif des insurgés était de tuer le roi et « tous les propriétaires, évêques, moines, chanoines et pasteurs », mettre en place leur propre loi et mettre le feu à Londres.